# Ernst Gottlob Bose
Ernst Gottlob Bose (* 30. April 1723 in Leipzig; † 22. September 1788 ebenda) war ein deutscher Botaniker und Mediziner.

## Leben
Bose stammte aus einer bedeutenden Leipziger Familie, die eng mit der Familie des Johann Sebastian Bach verbunden war. Sein Studium an der Universität Leipzig hatte er 1745 als Magister der Philosophie absolviert. Danach widmete er sich den medizinischen Wissenschaften und promovierte 1748 zum Doktor der Medizin. Da er sich intensiv mit Botanik beschäftigt hatte, erlangte er 1755 die Professur der Botanik an der Leipziger medizinischen Fakultät. 1763 wurde er Professor der Physiologie und 1773 wurde ihm die Professur der Anatomie und Physiologie übertragen, welche er bis zu seinem Tode innegehabt hatte.
Bose zeichnete sich durch große und umfassende Bildung aus und erfreute sich unter seinen Zeitgenossen allgemeiner Anerkennung. Seine literarischen Leistungen, zum größeren Teile botanischen und anatomischen Inhaltes, sind in einer sehr großen Zahl akademischer Gelegenheitsschriften niedergelegt. Zudem beteiligte er sich auch an den organisatorischen Aufgaben der Leipziger Hochschule und war im Wintersemester 1773 der Rektor der Alma Mater.

## Schriften (Auswahl)

### Als Autor und Herausgeber
- Ep. de iure animantium naturali disperit. Leipzig 1744.
- Dissertatio de assimilatione alimentorum. Leipzig 1752.
- Progr. de secretione humorum in plantis. Leipzig 1754.
- Panegyricus memoriae J. G. Günzii dicatus, quo iunions meritique Medici mortem praematuram vitio carere declaratur. Leipzig 1755.
- Diss. de nervorum actione ex collisione. Leipzig 1762.
- Progr. de futurarum cranii humani fabrica. Leipzig 1763.
- Progr. de venaesectione in puerperis. Leipzig 1768.
- Progr. de enterocele ischiatica. Leipzig 1772.
- Historia cordis villosi. Leipzig 1771.
- Progr. de ustione in rhevmatismo et arthritide. Leipzig 1771.
- Progr. II de lacte oberrante. Leipzig 1772.
- Progr. de fugillatione in foro caute diiudicanda. Leipzig 1773.
- Progr. de structura corporis humani sanitatis diversae causa. Leipzig 1773.
- Progr. de seri sanguinis consideratione in medicina clinica et foiensi. Leipzig 1774.
- Progr. de diagnosi veneni ingesti et sponte in corpore geniti. Leipzig 1774.
- Progr. de munimentis viscerum. Leipzig 1774.
- Progr. de miasmate morboso in corpore oherrante. Leipzig 1774.
- Progr. de causis morborum occasionslibus. Leipzig 1774.
- Progr. de hepate recto. Leipzig 1776.
- Progr. de praeternaturali pilorum proventu. Leipzig 1776.
- Progr. Coalitus viscerum ventris historia. Leipzig 1776.
- Progr. III de generatione hybrida. Leipzig 1777.
- Progr. de heroiae inguinalis diagnosi. Leipzig 1777.
- Progr. de heroiae inguinalis cura animadversiones. Leipzig 1778.
- Progr. de sanguinis splenicae coniertua. Leipzig 1778.
- Progr. De membranarum ortu. Leipzig 1778.
- Progr. II de indicio sussocati in partu foetus in soro adhibendo. Leipzig 1778, 1779.
- Progr. de conseusu solidarum et fluidaium corporis humani partium. Leipzig 1779.
- Progr. uteri per morborum bifidi exemplum. Leipzig 1779.
- Progr. de rene per hydatidem penitus distracto. Leipzig 1780.
- Progr. de gibhosorum ex rachitide molestiis. Leipzig 1781.
- Progr. Gibhosae ex rachitide exemplum. Leipzig 1781.
- Progr. de lacte oberrante. Leipzig 1782.
- Progr. de causis sanitatem publicam impedientibus. Leipzig 1783.
- Progr. de morbis necessariis. Leipzig 1783.
- Progr. ile stati humanorum, a medico clinico et forensi diiudicanda. Leipzig 1783.
- Progr. de fabrca vasculosa vegetabili et animali. Leipzig 1783.
- Progr. de uiorhis necellariis. Leipzig 1784.
- Progr. de iudicio vitae ex neogenito putrido. Leipzig 1785.
- Progr. dc erysipelate intestinorum. Leipzig 1785.
- Progr. de morte foetus eiusque dingnosi. Leipzig 1785.
- Progr. de vulneribus cordis in soro absolute lethalibus. Leipzig 1785.
- Progr. de mutato per morbum colore corporis humani. Leipzig 1785.
- Progr. de vita foetus post mortem matris superstite. Leipzig 1786.
- Progr. de noxis ex nimia mentis contentione. Leipzig 1786.
- Progr. de contagii natura animadversiones. Leipzig 1786.
- Progr. de cauto remediorum diureticor. usu. Leipzig 1787.
- Progr. de suctione, iufido calculum extrahendi auxilio. Leipzig 1787.
- Progr. de scrophulis uteri sterilitatis feminarum caussa. Leipzig 1787.
- Progr. Paraenesis ad Studiosos, studia litterarum cum assiduitate tractanda esse. Leipzig 1787.
- De phantasia laesa, graviuin morborum matre. Leipzig 1788.

### Als Präses
- Heinrich Otto Bosseck: De nodis plantarum. Leipzig 1747.
- Christoph Gottlieb Trautmann: De radicum in plantis ortu et directione. Leipzig 1754.
- Johann Christian Müller: De vulnere per se lethali homicidam non excusante. Leipzig 1758.
- Gottlob Friedrich Fischer: De anastomoseos vasorum corporis humani dignitate. Leipzig 1761.
- Jan Fryderyk Knolle: Decas librorum anatomicorum rariorum. Leipzig 1761.
- Johann Samuel Langmas: De virium corporis huniani scrutinio medico. Leipzig 1766.
- Gottfried Frölich: De morbo miliari. Leipzig 1767.
- Karl Christlieb Bethke: De diagnosi vitae foetus et neogeniti. Leipzig 1771.
- Karl Gottfried Deutrich: De morbis mentis delicta excusantibus. Leipzig 1774.
- Christian Gottlieb Zschuck: De respiratione foetus et neogeniti. Leipzig 1774.
- August Friedrich John: De respiratione foetus et neogeniti. Leipzig 1774.
- Carl Frey: Adversaria de apostematibus. Leipzig 1775.
- Benjamin Ferdinand Quaas: De vesicatoriis recte utendis. Leipzig 1776.
- Peter Johann Lutheritz: De corporis humani laesionibus caute diiudicandis. Leipzig 1777.
- Carl Gottlob Schubarth: De graviditate variorum morborum medela. Leipzig 1778.
- Friedrich Gottlob Martin Trautner: De diverticulis intestinorum. Leipzig 1779.
- Johann Ehrenfried Randhan: De corpore delicti medice indagando. Leipzig 1783.
- Christian Gotthelf Schreyer: De remediis ambiguis et suspectis. Leipzig 1784.
- Johann Carl Ackermann: De scrophularum natura. Leipzig 1787.